# Kenneth Hansen (zapaśnik)
Kenneth Hansen (ur. 22 czerwca 1973) – duński zapaśnik walczący w stylu klasycznym. Zdobył złoty medal na mistrzostwach nordyckich w 2000. Mistrz Danii w latach: 1999 - 2000; drugi w 1994, 1996, 1997, a trzeci w 1991, 1995, 1998 i 2001 roku.